# Bilharziose
Bilharziose (kaldes også Schistosomiasis eller sneglefeber) er en infektion med en blodikte, altså en parasit der lever i blodbanen. Ofte giver infektionen ingen symptomer, men uden behandling kan der opstå kroniske lever-, blære- og nyresygdomme år efter, at man er smittet. Sygdommen har stor betydning for de cirka 200 millioner mennesker i troperne, der er hyppigst udsat for smitte.

## Levestadier
Parasitten har flere levestadier, hvor den henholdsvis bruger mennesker og vandsnegle som vært. Mennesket inficeres af det stadie af blodikten, som lever i stillestående ferskvand. Her er den kommet ud af sin anden vært, vandsnegle, som parasitten bruger til at formere sig i.

## Udbredelse
Som turist er man ikke så udsat som lokalbefolkningen, især hvis man følger nogle få forholdsregler. Frem for alt skal man undgå at bade i ferskvand, hvor der findes bilharziose. Der ses cirka 50 importerede tilfælde om året i Danmark.
På verdensplan har sygdommen store konsekvenser for verdenssundheden og indgår i WHO-overvågningsprogrammer.
Schistosomerne er meget udbredte i specielt Afrika og i mindre grad i det fjerne Østen. De findes desuden visse steder i Mellemøsten. 200 millioner mennesker regnes for angrebne og heraf har 120 millioner mennesker symptomer. 20 millioner mennesker plages af de alvorligste former for bilharziose. Heraf regner man med at 80 procent findes i Afrika.
Udbredelsen stiger på grund af de mere udbredte overrislingsanlæg og vandforsynings-programmer, der øger leveområderne for sneglen, parasittens anden vært, som er en forudsætning for, at parasitten kan findes i området. Også fattigdom, dårlige leveforhold og dårlig sanitet går hånd i hånd med parasitten.
I Japan regnes parasitten for udryddet, men blandt andet i det indre Kina og Egypten er problemet i stigning.
I Afrika og Mellemøsten dominerer schistosoma hæmatobium med symptomer fra urinvejene. Lake Malawi er den hyppigste kilde til importeret bilharziose til Danmark.